# Første Makedonske Krig
Den Første Makedonske Krig (214–205 f.Kr.) blev udkæmpet mellem den Romerske Republik og Filip 5. af Makedonien. Rom var (efter 211 f.Kr.) allieret med det Det Aitoliske Forbund og Attalos 1. af Pergamon. Krigen fandt sted samtidig med den Anden Puniske Krig (218-201 f.Kr.), hvor romerne kæmpede mod Karthago. Der var ingen afgørende slag, og krigen endte uafklaret.
Under krigen forsøgte Makedonien at få kontrol over dele af Illyrien, men uden held. Det menes almindeligvis, at disse træfninger i øst forhindrede Makedonien i at hjælpe den karthagiske general Hannibal i krigen mod Rom. Freden i Fønike (205 f.Kr.) afsluttede formelt krigen.

## Baggrund

### Demetrius opfordrer til krig mod Rom
Idet den Romerske Republik var optaget af sin krig mod Karthago (Anden Puniske Krig) gav det Filip 5. af Makedonien mulighed for at forsøge at udvide sin magt mod vest. I henhold til den antikke græske historiker Polybios skete Filips beslutning på baggrund af indflydelse fra Demetrius af Pharos.
Efter den Første Illyriske Krig (229-228 f.Kr.) havde romerne gjort Demetrius til hersker over det meste af det kystnære Illyrien. I årtiet efter krigen vendte han sig mod romerne ved at angribe deres allierede i Illyrien og plyndre deres handelsskibe. I 219 f.Kr. – under den Anden Illyriske Krig – blev han besejret af romerne og flygtede til kong Filips hof.

Filip var involveret i en krig med aitolierne, da han fik kendskab til Hannibals sejr over romerne i forbindelse med Slaget ved Trasimenosøen i juni 217 f.Kr. Filip viste i første omgang kun brevet til Demetrius. Demetrius så måske en chance for at genvinde sit kongerige og rådede straks den unge konge til at slutte fred med aitolierne og rette sin opmærksomhed mod Illyrien og Italien. Polybios citerer Demetrius for at sige:
For Grækenland er allerede fuldstændig lydig over for dig, og vil forblive sådan: achæerne af ægte hengivenhed; ætolerne af den rædsel, som deres ulykker i den nuværende krig har indgydt dem. Italien, og din overfart dertil, er det første skridt i erhvervelsen af et universelt imperium, som ingen har bedre krav på end dig selv. Og nu er øjeblikket at handle, hvor romerne har lidt et nederlag.
I henhold til Polybios var Filip let at overtale.

### Filip slutter fred med Aitolien
Filip indledte straks forhandlinger med aitolierne. Ved en konference på kysten nær Naupactus mødte Filip de aitoliske ledere og en fredsaftale blev indgået. Polybios citerer den aitoliske Agelaus af Naupactus for at have holdt følgende tale til fordel for fred:
Det bedste af alt er, at grækerne slet ikke burde gå i krig med hinanden, men give guderne hjertelig tak, hvis de ved alle at tale med én stemme og holde hinanden i hånden som folk, der krydser en strøm, kan være i stand til at afvise barbarernes angreb og redde sig selv og deres byer. Men hvis dette er fuldstændig umuligt, burde vi i det mindste, i den nuværende situation, være enige og på vagt, når vi ser de oppustede rustninger og de enorme dimensioner, som krigen i vesten har antaget. For selv nu er det tydeligt for enhver, der blot skænker offentlige anliggender en smule opmærksomhed, at uanset om karthagerne besejrer romerne, eller romerne karthagerne, er det på alle måder usandsynligt, at sejrherrerne vil forblive tilfredse med herredømmet over Sicilien og Italien. De vil rykke frem: og vil udvide deres styrker og deres planer længere, end vi kunne ønske os. Derfor beder jeg jer alle om at være på vagt over for krisens fare, og frem for alt dig, o konge. Du vil gøre dette, hvis du opgiver politikken om at svække grækerne og derved gøre dem til et let bytte for invasionen; og i stedet rådfører dig om deres bedste, som du ville gøre for dig selv, og tager vare på alle dele af Grækenland lige, som en integreret del af dine egne besiddelser. Hvis du handler i denne ånd, vil grækerne være dine varme venner og trofaste medhjælpere i alle dine foretagender; mens udlændinge vil være mindre tilbøjelige til at lægge planer imod dig, når de med forfærdelse ser grækernes faste loyalitet. Hvis du er ivrig efter handling, vend da dine øjne mod vest og lad dine tanker dvæle ved krigene i Italien. Afvent roligt begivenhedernes gang der og grib muligheden for at kæmpe for universelt herredømme. Den nuværende krise er heller ikke ugunstig for et sådant håb. Men jeg beder dig indtrængende om at udsætte dine stridigheder og krige med grækerne til en tid med større ro; og gør det til dit øverste mål at bevare magten til at slutte fred eller føre krig med dem efter din egen vilje. For hvis du først tillader de skyer, der nu samler sig i vesten, at lægge sig over Grækenland, frygter jeg meget, at magten til at slutte fred eller føre krig, og med et ord alle de spil, vi nu spiller mod hinanden, vil blive så fuldstændigt taget fra os alle, at vi vil bede himlen om blot at skænke os denne magt til at føre krig eller slutte fred med hinanden efter vores egen vilje og behag og til at bilægge vores egne stridigheder.

## Filip bygger en flåde
Filip brugte vinteren 217-216 f.Kr. på at bygge en flåde på 100 krigsskibe og træne mænd til at ro dem, og i henhold til Polybios var det en praksis, som "næppe nogen makedonsk konge nogensinde havde gjort før". Makedonien manglede sandsynligvis ressourcerne til at bygge og vedligeholde den slags flåde, der var nødvendig for at matche romerne. Polybios siger, at Filip ikke havde noget "håb om at bekæmpe romerne til søs", hvilket måske henviser til mangel på erfaring og træning.
I begyndelsen af sommeren forlod Filip og hans flåde Makedonien, sejlede gennem Euripos-strædet – mellem øen Euboea og Boeotia på det græske fastland – og rundede derefter Kap Malea, før de kastede anker ud for øerne Cephalenia og Leucas, for at afvente besked om den romerske flådes placering. Da han fik at vide, at den stadig var ved Lilybaeum, sejlede han nordpå til Apollonia i Illyrien.
Da den makedonske flåde nærmede sig øen Sazan, hørte Filip en melding om, at nogle romerske quinqueremere var blevet set på vej mod Apollonia. Overbevist om, at hele den romerske flåde sejlede for at pågribe ham, beordrede Filip en øjeblikkelig tilbagetrækning til Cephalenia. Polybios taler om "panik" og "uorden" for at beskrive flådens forhastede tilbagetog og siger, at romerne i virkeligheden kun havde sendt en eskadron på ti skibe, og at Filip på grund af "uhensigtsmæssig alarmering" havde forpasset sin bedste chance for at nå sine mål i Illyrien, og vende tilbage til Makedonien, "uden tab af ære, men med betydelig vanære".

## Filip allierer sig med Karthago
Efter at have hørt om Roms katastrofale nederlag til Hannibal ved Cannae i 216 f.Kr., sendte Filip ambassadører til Hannibals lejr i Italien for at forhandle en alliance. De indgik i sommeren 215 f.Kr. en traktat, hvis tekst er gengivet af Polybios. I den lover de – i generelle vendinger – gensidig støtte og forsvar og at være fjender af hinandens fjender (undtagen nuværende allierede). Specifikt lovede de støtte mod Rom, og at Hannibal skulle have ret til at slutte fred med Rom, men at enhver fred skulle inkludere Filip, og at Rom skulle tvinges til at opgive kontrollen over Korfu, Apollonia, Epidamnos, Pharos, Dimale, Parthini og Atintania og "at give Demetrius af Pharos alle hans venner tilbage, som nu er under Roms herredømme".
Traktaten, som den er gengivet af Polybios, nævner intet om en invasion af Italien af Filip – muligvis fordi fiaskoen ved Sazan havde gjort Filip mindre ivrig efter sådan et foretagende – noget som Hannibal under alle omstændigheder måske heller ikke havde ønsket.
På deres vej tilbage til Makedonien blev Filips udsendinge – sammen med udsendinge fra Hannibal – taget til fange af Publius Valerius Flaccus, kommandøren for den romerske flåde, der patruljerede den sydlige apuliske kyst. Et brev fra Hannibal til Filip og betingelserne i deres aftale blev dermed opdaget.
Filips alliance med Karthago forårsagede omgående rædsel i Rom, som allerede var hårdt presset. Yderligere femogtyve krigsskibe blev straks udrustet og sendt for at slutte sig til Flaccus' flåde på femogtyve krigsskibe, der allerede lå ved Tarentum. Denne flåde havde ordre om at bevogte den italienske Adriaterhavskyst, forsøge at fastslå Filips hensigt og – om nødvendigt – sejle over til Makedonien og holde Filip beskæftiget der.

## Krig bryder ud i Illyrien
I sensommeren 214 f.Kr. forsøgte Filip igen en illyrisk invasion ad søvejen med en flåde på 120 lembi. Han erobrede Oricum, som var let forsvaret, og ved at sejle op ad Aous-floden (nutidens Vjosë) belejrede han Apollonia.
I mellemtiden havde romerne flyttet deres flåd fra Tarentum til Brundisium for at fortsætte overvågningen af Filips bevægelser, og en legion var blevet sendt som forstærkning, alt under kommando af den romerske praetor Marcus Valerius Laevinus. Da Laevinus i Oricum modtog besked om begivenhederne i Illyrien, sejlede han over med sin flåde og hær. Han landede i Oricum og var i stand til at generobre byen uden større kamp.
I den beretning, som Livius giver, hører Laevinus, at Apollonia er under belejring, og sender 2000 mand under kommando af Quintus Naevius Crista til flodens udmunding. Crista undgår Filips hær og er i stand til at trænge ind i byen om natten ubemærket. Den følgende nat, hvor han overrasker Filips styrker, angriber og driver han dem på flugt fra deres lejr. Filip flygter til sine skibe på floden og tager tilbage til Makedonien, efter at have brændt sin flåde og efterladt mange tusinde af sine mænd, der var døde eller taget til fange. Imens overvintrede Laevinus og hans flåde i Oricum.
Efter to gange at være blevet forpurret i sine forsøg på at invadere Illyrien ad søvejen, og nu holdt i skak af Laevinus' flåde i Adriaterhavet, tilbragte Filip de næste to år (213–212 f.Kr.) med at gøre fremskridt i Illyrien ad landevejen. Han holdt sig væk fra kysten og erobrede Dassaretis, Atintani og Parthini samt byen Dimale.
Han var endelig i stand til at få adgang til Adriaterhavet ved at erobre Lissus og dets tilsyneladende uindtagelige citadel, hvorefter de omkringliggende områder overgav sig. Måske genantændte erobringen af Lissus Filips håb om en invasion af Italien. Tab af hans flåde betød dog, at Filip nu ville være afhængig af Karthago for lave en overfart til og fra Italien, hvilket gjorde udsigten til en invasion betydeligt mindre.

## Rom søger allierede i Grækenland
I et forsøg på at forhindre Filip i at hjælpe Karthago i Italien søgte Rom allierede i Grækenland. Laevinus var derfor begyndt at undersøge muligheden for en alliance med Det Aitoliske Forbund allerede i 212 f.Kr. De krigstrætte aitoliere havde sluttet fred med Filip ved Naupaktos i 217 f.Kr, men fem år senere var krigsfraktionen blandt aitolierne igen vundet frem. Aitolierne overvejede derfor igen at gribe til våben mod deres traditionelle fjende, Makedonien.
I 211 f.Kr. blev der afholdt en aitoliensk forsamling for at drøfte sagen med Rom. Laevinus påpegede den nylige erobring af Syrakus og Capua i krigen mod Karthago (Anden Puniske Krig) som bevis på Roms voksende styrke og tilbød at alliere sig med dem mod makedonerne. En traktat blev underskrevet, hvorved aitoliere skulle udføre operationer til lands, romerne til søs, og Rom skulle beholde alle slaver og andet krigsbytte, mens Aitolien skulle få kontrol over ethvert erobret territorium. En anden bestemmelse i traktaten tillod inklusion af visse allierede i forbundet: Elis, Sparta, Messenien og Attalos 1. af Pergamon, samt to romerske klienter, illyrerne Pleuratus og Scerdilaidas.

## Kampagne i Grækenland
Senere den sommer erobrede Laevinus hovedbyen på Zakynthos, med undtagelse af citadellet, den akarnaniske by Oeniadai og øen Nasos, som han overgav til aitoliere. Derefter trak han sin flåde tilbage til Korfu for vinteren.
Da Filip hørte om den romerske alliance med Aitolien, forsøgte han at sikre sine nordlige grænser. Han udførte raids i Illyrien ved Oricum og Apollonia og erobrede grænsebyen Sintia i Dardanien, eller måske Paionien. Derefter marcherede han hurtigt sydpå gennem Pelagonien, Lynkestis og Bottiaea og videre til Tempe, som han garnisonerede med 4.000 mand. Han vendte tilbage nordpå ind i Thrakien og angreb maederne og deres hovedby Iamphorynna, før han vendte tilbage til Makedonien.
Filip var knapt ankommet til Makedonien, inden han modtog en bøn om hjælp fra sin allierede, akarnanerne. Skopas, den aitoliske strategos (general), havde mobiliseret den aitoliske hær og forberedte sig på at invadere Akarnanien. Desperate og underlegne – men samtidig fast besluttede på at yde modstand – sendte akarnanerne deres kvinder, børn og gamle mænd på tilflugt i Epiros, mens resten marcherede til grænsen efter at have svoret en ed på at kæmpe til døden ("påkalde en frygtelig forbandelse" over enhver, der brød eden). Da aitoliere hørte om akarnanernes beslutsomhed, tøvede de, og da de erfarede Filips ankomst, opgav de endelig deres invasion, hvorefter Filip trak sig tilbage til Pella for vinteren.
I foråret 210 f.Kr. sejlede Laevinus igen fra Korfu med sin flåde og erobrede sammen med aitoliere den fokiske by Antikyra. Rom gjorde indbyggerne til slaver, og Aitolien overtog byen.
Selvom der var en vis frygt for Rom og bekymring over deres metoder, fortsatte koalitionen, der var opstillet mod Filip, med at vokse. Som traktaten tillod, indvilligede Pergamon, Elis og Messenien, efterfulgt af Sparta, alle i at tilslutte sig alliancen mod Makedonien. Den romerske flåde kontrollerede sammen med den pergamenske flåde havet, og Makedonien og dets allierede var truet til lands af resten af koalitionen. Den romerske strategi om at besværliggøre Filips situation med en krig blandt grækere i Grækenland lykkedes i så høj grad, at da Laevinus rejste til Rom for at tiltræde som konsul, kunne han rapportere, at den legion, der var indsat mod Filip, trygt kunne trækkes tilbage.
Men eleerne, messenierne og spartanerne forblev passive hele 210 f.Kr., og Filip fortsatte sine fremskridt. Han belejrede og indtog Ekhinos ved hjælp af omfattende belejringsværker, efter at have slået et forsøg på at undsætte byen tilbage fra den aitoliske strategos Dorimachos og den romerske flåde (som nu var under prokonsul Publius Sulpicius Galba komando). På vej vestpå indtog Filip sandsynligvis også Falara, havnebyen for Lamia, i Maliabugten. Sulpicius og Dorimachos indtog Égina – en ø i den Saroniske Golf – som aitoliere solgte til Attalos, kongen af Pergamon, for tredive talenter, og som han skulle bruge som sin operationsbase mod Makedonien i Det Ægæiske Hav.
I foråret 209 f.Kr. modtog Filip anmodninger om hjælp fra sin allierede, Det Achaiske Forbund, på Peloponnes, som blev angrebet af Sparta og aitoliere. Han hørte også, at Attalos var blevet valgt som en af de to øverste kommandanter for Det Aitolisk Forbund, samt rygter om, at han havde til hensigt at krydse Ægæerhavet fra Lilleasien. Filip marcherede sydpå ind i Grækenland. Ved Lamia blev han mødt af en aitoliensk styrke – støttet af romerske og pergamenske hjælpetropper – under kommando af Attalos' kollega som var strategos, aitolieren Pyrrhias. Filip vandt to slag ved Lamia og påførte Pyrrhias' tropper store tab. Aitoliere og deres allierede blev tvunget til at trække sig tilbage inden for bymurene, hvor de forblev – uvillige til at kæmpe.

## Forsøg på fred mislykkes
Fra Lamia tog Filip til Falara, hvor han mødte repræsentanter fra de neutrale stater Egypten, Rhodos, Athen og Chios, som forsøgte at afslutte krigen. Som handelsstater skadede krigen sandsynligvis handlen. Livius skriver, at de var bekymrede "ikke så meget for aitoliere, som var mere krigeriske end de andre grækere, som for Grækenlands frihed, som ville være alvorligt truet, hvis Filip og hans kongerige tog aktivt del i græsk politik." Med dem var Amynandor fra Athamanien, der repræsenterede aitoliere. En våbenhvile på tredive dage og en fredskonference i Achaja blev arrangeret
Filip marcherede til Khalkis på Evia, som han garnisonerede for at blokere Attalos' landgang der, og fortsatte derefter til Aigion for konferencen. Konferencen blev afbrudt af en melding om, at Attalos var ankommet til Égina, og den romerske flåde var ved Naupaktos. De aitoliske repræsentanter, opmuntret af disse begivenheder, krævede straks, at Filip skulle give Pylos tilbage til messenierne, Atintanien til Rom og ardiæerne til Scerdilaidas og Pleuratus. "Indigneret" afbrød Filip forhandlingerne og sagde til forsamlingen, at de "kunne vidne om, at mens han søgte et grundlag for fred, var den anden side fast besluttet på at finde et påskud for krig".

## Kampene genoptages
Fra Naupaktos sejlede Sulpicius østpå til Korinth og Sikyon, hvor han foretog plyndringer. Filip overraskede dog romerne mens de var i land, hvor Filips kavaleri var i stand til at drive dem tilbage til deres skibe, hvorefter romerne vendte tilbage til Naupaktos.
Filip sluttede sig derefter til Kykliadas, den achaiske general, nær Dyme for et fælles angreb på byen Elis, aitoliernes vigtigste operationsbase mod Achaja. Sulpicius var dog sejlet til Kyllene og havde forstærket Elis med en styrke på 4.000 romerske tropper. I spidsen for et angreb blev Filip kastet af sin hest. Han kæmpede til fods og blev genstand for en voldsom kamp, men undslap til sidst på en anden hest. Den næste dag erobrede Filip fæstningen Phykikus og tog 4.000 fanger og 20.000 dyr. Da han hørte nyt om illyriske indfald i nord, forlod Filip Aitolien og vendte tilbage til Demetrias i Thessalien.
Samtidig sejlede Sulpicius rundt i Det Ægæiske Hav og sluttede sig til Attalos på Égina for vinteren. I 208 f.Kr. mislykkedes den kombinerede flåde på femogtredive pergamenske og femogtyve romerske skibe med at indtage Lemnos, men besatte og plyndrede landskabet på øen Peparethos (Skopelos), som begge var makedonske besiddelser.
Attalos og Sulpicius deltog derefter i et møde i Herakleia Trakhinia med Det Aitolisk Råd, som inkluderede repræsentanter fra Egypten og Rhodos, der fortsat forsøgte at mægle fred. Da Filip hørte om konferencen og Attalos' tilstedeværelse, marcherede han hurtigt sydpå i et forsøg på at opløse konferencen og fange fjendens ledere – men han ankom for sent.
Omringet af fjender blev Filip tvunget til at føre en defensiv politik. Han fordelte sine kommandanter og styrker og oprettede et system af bål på forskellige højtliggende steder for øjeblikkeligt at kommunikere enhver fjendtlig bevægelse.
Efter at have forladt Herakleia plyndrede Attalos og Sulpicius både Oreus på Evia nordkyst og Opus, hovedbyen i det østlige Lokris. Byttet fra Oreus var blevet reserveret til Sulpicius, som vendte tilbage dertil, mens Attalos blev for at samle byttet fra Opus. Men da deres styrker var splittet, angreb og indtog Filip – alarmeret af signalbål – Opus. Attalos, som blev taget på sengen, undslap med nød og næppe til sine skibe.

## Krigens afslutning
Selvom Filip betragtede Attalos' flugt som et bittert nederlag, viste det sig at være krigens vendepunkt. Attalos blev tvunget til at vende tilbage til Pergamon, da han i Opus erfarede, at Prusias 1., konge af Bithynien og beslægtet med Filip gennem ægteskab, måske på Filips opfordring, rykkede mod Pergamon. Sulpicius vendte tilbage til Égina. Frigjort for presset fra de kombinerede romerske og pergamenske flåder kunne Filip genoptage offensiven mod aitoliere. Han erobrede Thronium, efterfulgt af byerne Tithronium og Drymaea nord for Kefisos, og kontrollerede hele det epiknemidiske Lokris, og genvandt kontrollen over Oreus.
De neutrale handelsmagter forsøgte stadig at mægle fred, og ved Elateia mødtes Filip med de samme potentielle fredsmæglere fra Egypten og Rhodos, som havde været til det forrige møde i Herakleia, og igen i foråret 207 f.Kr., men forgæves. Repræsentanter fra Egypten, Rhodos, Byzans, Chios, Mytilene og måske Athen mødtes også igen med aitoliere det forår. Krigen gik Filips vej, men aitoliere – selvom de nu var forladt af både Pergamon og Rom – var endnu ikke parate til at slutte fred på Filips betingelser. Efter endnu en sæson med kampe gav de dog endelig efter. I 206 f.Kr. – og uden Roms samtykke – søgte aitoliere om en separat fred på betingelser, der var pålagt af Filip.
Det følgende forår sendte romerne censoren Publius Sempronius Tuditanus med 35 skibe og 11.000 mand til Dyrrhachium i Illyrien, hvor han tilskyndede parthinierne til at gøre oprør og belejrede Dimale. Da Filip ankom, ophævede Sempronius belejringen og trak sig tilbage inden for Apollonias mure. Sempronius forsøgte forgæves at lokke aitoliere til at bryde deres fred med Filip. Uden flere allierede i Grækenland, men efter at have nået deres mål om at forhindre Filip i at hjælpe Hannibal, var romerne parate til at slutte fred. En traktat blev udarbejdet i Fønike i 205 f.Kr., den såkaldte "Frede i Fønike", som formelt afsluttede den Første Makedoniske Krig.